# ڏ
Ḍḍal (ڏ) est une lettre additionnelle de l’alphabet arabe utilisée dans l’écriture de l’od et du sindhi. Elle est composée d’un dāl ‹ د › diacrité de trois points suscrits en triangle pointant vers le bas.

## Utilisation
Dans l’écriture du sindhi avec l’alphabet arabe, ‹ ڏ⁠ › représente une consonne occlusive injective alvéolaire aspirée [ɗ⁠].